# Dannys Drøm
Dannys Drøm er en LP udgivet 1980 af musikforlaget Medley Records. Pladen indeholder tidstypiske ungdomssange sunget af Mellervang Koret bestående af elever fra Mellervangskolen i Aalborg. Langt størstedelen af sangene er skrevet af Niels Drevsholt, som også skrev musik til popduoen Snapshot.

## Nummerliste
Side A
1. Fodbold
2. Maskespil
3. Grill-Rock
4. Kommer Du Ikke I Aften
5. Tænk At Ku Sie
6. Drømmen

Side B
1. Hvordan Mon Han Er
2. Morgen
3. Det Sted Hvor Jeg Bor
4. Jeg Tror Nok, Jeg Tror
5. Danny Ta' Og Syng
6. Festen Er Forbi